# Recording The Beatles
Recording The Beatles, The Studio Equipment and Techniques Used To Create Their Classic Albums (2006), is een uitgave van twee Amerikaanse geluidstechnici Brian Kehew en Kevin Ryan over de opnametechnieken en -apparatuur van The Beatles.

## Onderzoek van Kehew en Ryan
Het 4 kilo zware boekwerk van deze twee schrijvers/geluidstechnici  bevat de neerslag van een jarenlang onderzoek naar de opnameapparatuur en -technieken van The Beatles. Het resultaat staat als een huis: alles wat je al had willen weten over de door The Beatles in Abbey Road aangewende versterkers, microfoons, spuugschermpjes, bandrecorders, echoplaten, snoeren, voorversterkers, equalizers, compressors en luidsprekers vind je er in terug. Alzo komen wij te weten waarom The Beatles klonken zoals zij klonken.  Het boek is een loflied op de apparatuur van platenmaatschappij EMI en EMI-opnamestudio Abbey Road. Immers, de gewenste opnameapparatuur was in de jaren zestig niet zo maar beschikbaar, zij moest nog uitgevonden worden en uitvoerig getest worden op hun deugdelijkheid. Dankzij de rapporten van natuurkundigen en onderzoekers, gestoken in witte jassen, konden beide auteurs tot deze omstandige uitgave komen.

## Opnametechniek
De auteurs stellen dat de aangewende apparatuur (jaren 60, 20e eeuw) nog altijd als onovertroffen geldt, ook in het digitale tijdperk. De opnametechniek zou sinds de jaren zestig nauwelijks verbeterd zijn, omdat de mogelijkheden uitgeput zijn. Geluid opnemen blijft neerkomen op het vangen van luchttrillingen en die omzetten in een ander medium. De basis daartoe werd in de jaren zestig gelegd. De in het boek vermelde V72-versterker, de Telefunken-microfoon en de Tannoy-speakers worden nu nog gebruikt.

## (On)hebbelijkheden vanThe Beatlesen het geproduceerde geluid
The Beatles, met name Paul McCartney, waren gebrand op wijzigingen en toepassen van alternatieven bij het opnemen van hun muziek. De vuistregel daarbij was steevast: "Niets mocht klinken zoals op de vorige LP.
De stem van John Lennon werd via een door EMI ontworpen toonregelaar of equalizer gecorrigeerd om alzo vervormingen, ontstaan bij het zingen tegen een microfoon weg te werken. 
Double tracking was een vondst van de Abbey Road-ingenieurs. Als een stem twee keer wordt opgenomen en daarna samengevoegd klinkt ze voller. Echter de luie Beatle, John Lennon, kreeg snel genoeg van dat dubbel zingen. Een technicus vond er iets op, namelijk "Artificial Double Tracking" ADT. Hetzelfde effect bereikte hij door een subtiel gebruik van de "delay-knop" op de viersporenrecorder. 
Muzikale effecten moest men zelf ensceneren bij gebrek aan de gepaste techniek. Om het onderwatergeluid uit Octopus Garden weer te geven hing men de microfoon op aanraden van Lennon in de melkfles van een technicus.
De auteurs geven in het boek ook mee dat Paul McCartney altijd gefrustreerd was over zijn basgeluid totdat hij hoorde dat je een luidspreker ook als een microfoon kan aanwenden. De speaker plaatste men voor Mc Cartney's basversterker. De nog nooit zo diep geklonken bas werd de ruggengraat van Paperback Writer. Het drumstel van Ringo Starr werd afgedekt met handdoeken om het geluid te dempen of "vetter" te maken.

## Epiloog
"The Beatles" bedachten en werkten als eersten hun nummers uit in een studio. Daarbij namen ze hun songs niet in één keer op. In de studio werd bij voorkeur 's nachts overlegd over de vorm van een nieuwe compositie, creatief gebruikmakend van door EMI ingenieurs nieuw bedachte opnametechnieken, die ondertussen gemeengoed zijn geworden.